# Peter Jann
Peter Jann (* 20. Jänner 1935 in Wien) ist ein österreichischer Jurist und Richter. Jann war von 1978 bis 1995 Mitglied des österreichischen Verfassungsgerichtshofs und von 1995 bis 2009 der aus Österreich entsandte Richter am Europäischen Gerichtshof, wo er zuletzt Präsident der Ersten Kammer war.

## Beruflicher Werdegang
Peter Jann besuchte in Wien das Akademische Gymnasium. Er absolvierte das Studium der Rechtswissenschaften an der Rechtswissenschaftlichen Fakultät der Universität Wien, wo er im Jahr 1957 zum Doktor der Rechte (Dr. iur.) promoviert wurde. Anschließend trat Jann 1958 in den richterlichen Vorbereitungsdienst bei der Justiz ein und legte 1961 die Richteramtsprüfung ab. Peter Jann war dann kurzfristig als Referent für allgemeine Strafsachen beim Bundesministerium für Justiz tätig, ehe er 1963 seine erste Richterstelle als Presserichter am Strafbezirksgericht Wien antrat. 1966 wurde er Pressereferent im Justizministerium, wo er 1970 in die internationale Abteilung wechselte. Während dieser Zeit war Peter Jann in Arbeitskomitees beim Europarat tätig und vertrat die österreichische Bundesregierung vor der Europäischen Kommission für Menschenrechte.
Von 1973 bis 1978 war Peter Jann vom Dienst im Ministerium freigestellt, da er während dieser Zeit im Klubsekretariat des Parlamentsklubs der Österreichischen Volkspartei als Berater für den Justizausschuss und Pressereferent tätig war. Mit 13. Jänner 1978 wurde Peter Jann als Nachfolger von Gustav Kaniak auf Vorschlag der Bundesregierung von Bundespräsident Rudolf Kirchschläger zum Mitglied des österreichischen Verfassungsgerichtshofs ernannt. Als solcher war er ab 1. Jänner 1979 auch ständiger Referent im Richterkollegium des VfGH. Nebenbei war Jann Vortragender an der Verwaltungsakademie des Bundes und der Stadt Wien.
Aus dem Amt als Verfassungsrichter schied Peter Jann mit 31. Jänner 1995 aus. Kurz zuvor, am 1. Jänner 1995, war Österreich der Europäischen Union beigetreten. Jann wurde in der Folge von der Bundesregierung als erster österreichischer Richter am Europäischen Gerichtshof bestellt. Im Oktober 2000 wurde dieses Richteramt um eine weitere Funktionsperiode verlängert. Während dieser zweiten Funktionsperiode wurde Peter Jann, nachdem er dazu bereits 1995 und 1998 gewählt worden war, im Jahr 2003 erneut zum Kammerpräsidenten der Ersten Kammer des EuGH und damit zum zweithöchsten Richter am Gerichtshof gewählt. Eine dritte Funktionsperiode trat Peter Jann im Jahr 2006 an, als seine richterliche Tätigkeit am EuGH von der Bundesregierung erneut verlängert wurde. Mit 7. Oktober 2009 beendete er die Laufbahn als aktiver Richter, seine Nachfolgerin als österreichische Richterin am EuGH wurde die frühere SPÖ-Justizministerin Maria Berger.

## Nebenberufliche Tätigkeiten
Peter Jann war beziehungsweise ist Vorstandsmitglied des Österreichischen Juristentages und der Österreichischen Liga für Menschenrechte sowie Mitglied der Österreichischen Juristenkommission und einer Reihe weiterer juristischer Vereinigungen. Seit der Wiedereinführung des Österreichischen Presserats im Jahr 2010 ist Peter Jann dort Senatsvorsitzender des ersten Senats.

## Auszeichnungen
Für seine langjährige juristische Tätigkeit in richterlichen Ämtern wurde Peter Jann vielfach ausgezeichnet.
- Großes Goldenes Ehrenzeichen für Verdienste um die Republik Österreich
- Goldenes Ehrenzeichen des Landes Oberösterreich
- Großes Silbernes Ehrenzeichen für Verdienste um das Land Wien (1989)[6]
- Goldenes Komturkreuz des Ehrenzeichens für Verdienste um das Bundesland Niederösterreich (1995)
- Großes Silbernes Ehrenzeichen mit dem Stern für Verdienste um die Republik Österreich (1995)[7]
- Großes Silbernes Ehrenzeichen am Bande für Verdienste um die Republik Österreich (2007)[7]